# Edward Lockspeiser
Edward Lockspeiser (* 21. Mai 1905 in London; † 3. Februar 1973 ebenda) war ein britischer Musikwissenschaftler, Musikkritiker  und Komponist.

## Leben und Wirken
Lockspeiser studierte von 1922 bis 1926 in Paris Komposition bei Alexandre Tansman und Nadia Boulanger, danach bis 1929 in Berlin bei Josef Rufer und bis 1930 in London bei Bernard van Dieren. Eine Dirigentenausbildung absolvierte er am Royal College of Music bei Malcolm Sargent. Von 1936 bis 1938 war er Musikkritiker bei der Yorkshire Post, von 1941 bis 1950 leitete er das Musikprogramm bei der BBC. Er ist zudem Gründer des Toybee Hall Orchestra.
Sein besonderes Interesse als Musikwissenschaftler galt der französischen Musik; zu seinen bedeutendsten Werken zählt sein in dreißigjähriger Arbeit entstandenes Buch Debussy: His Life and Mind. Weitere Schriften verfasste er u. a. über Hector Berlioz und Georges Bizet. Unter seinen eigenen Kompositionen finden sich Deux Mélodies (1926), ein unveröffentlichtes Klavierkonzert, eine Ballettmusik sowie Filmmusiken. Lockspeiser war mit der Malerin Eleanore Lockspeiser verheiratet und Vater der Malerin Mary Frank.